# Liste der Baudenkmäler im Kreis Herford

Kreis Herford

Die Liste der Baudenkmäler im Kreis Herford umfasst:
- Liste der Baudenkmäler in Bünde
- Liste der Baudenkmäler in Enger
- Liste der Baudenkmäler in Herford
- Liste der Baudenkmäler in Hiddenhausen
- Liste der Baudenkmäler in Kirchlengern
- Liste der Baudenkmäler in Löhne
- Liste der Baudenkmäler in Rödinghausen
- Liste der Baudenkmäler in Spenge
- Liste der Baudenkmäler in Vlotho

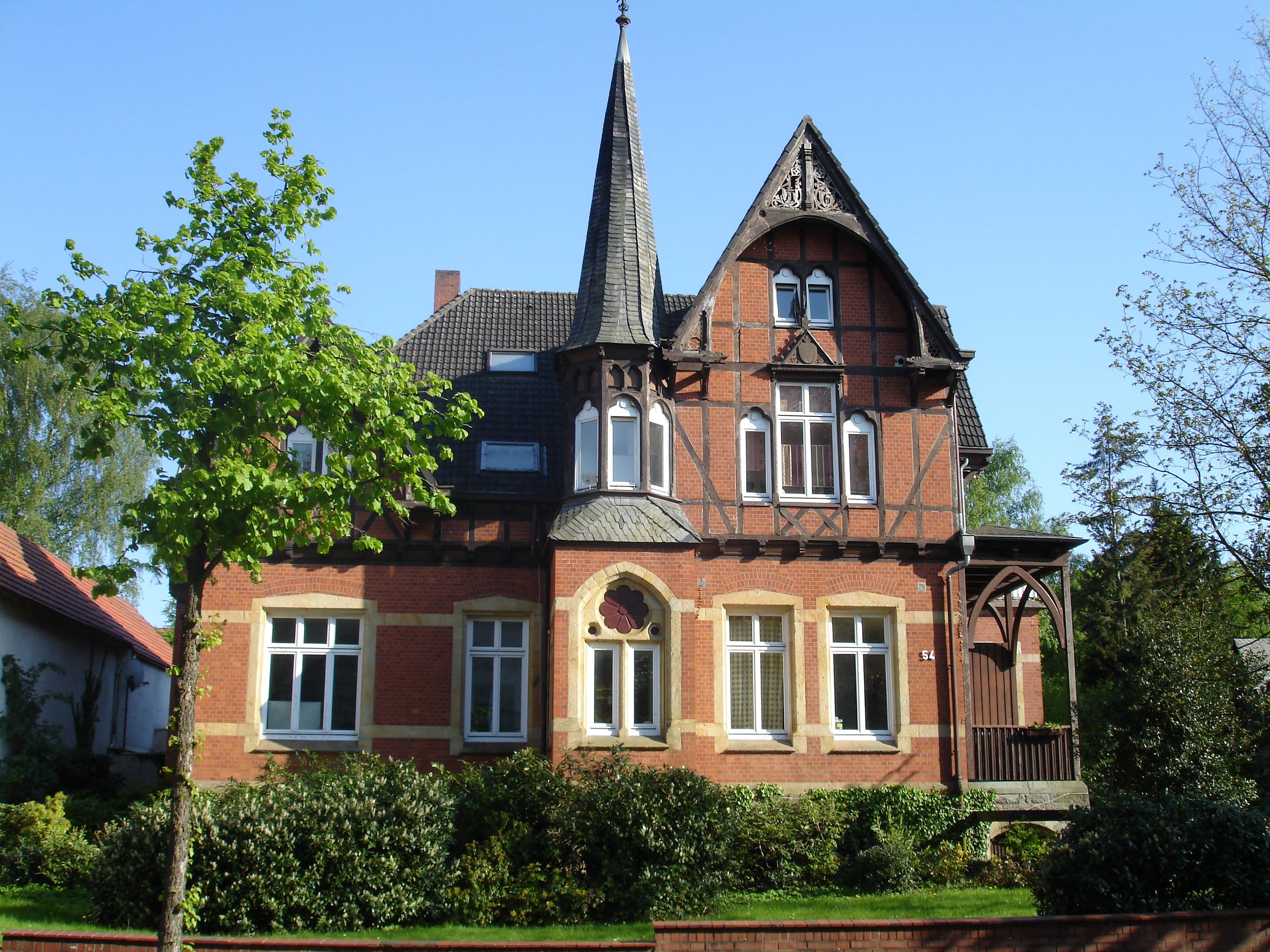
Villa Eschstraße 54 (Bünde)
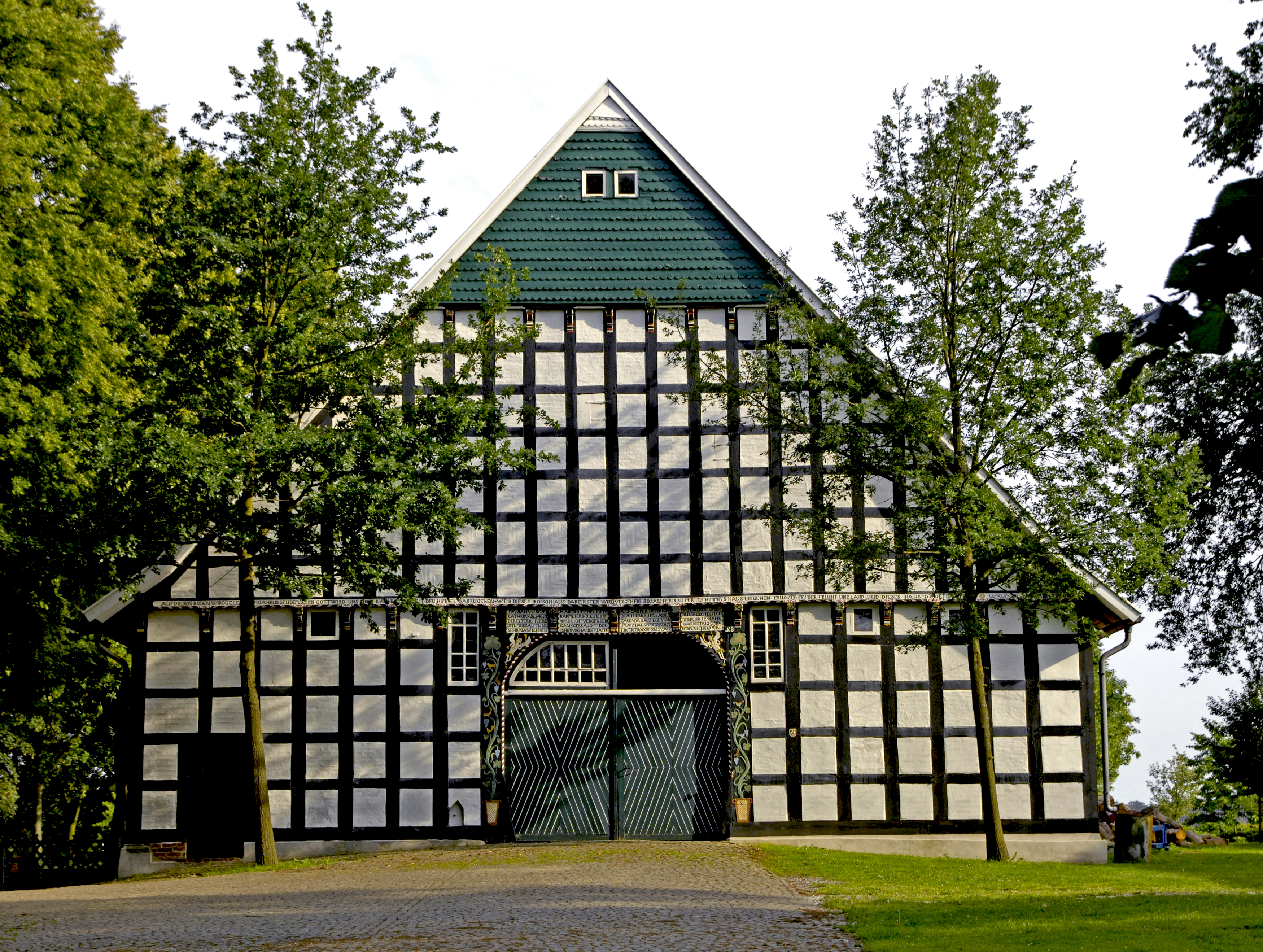
Hof in Westerenger (Enger)
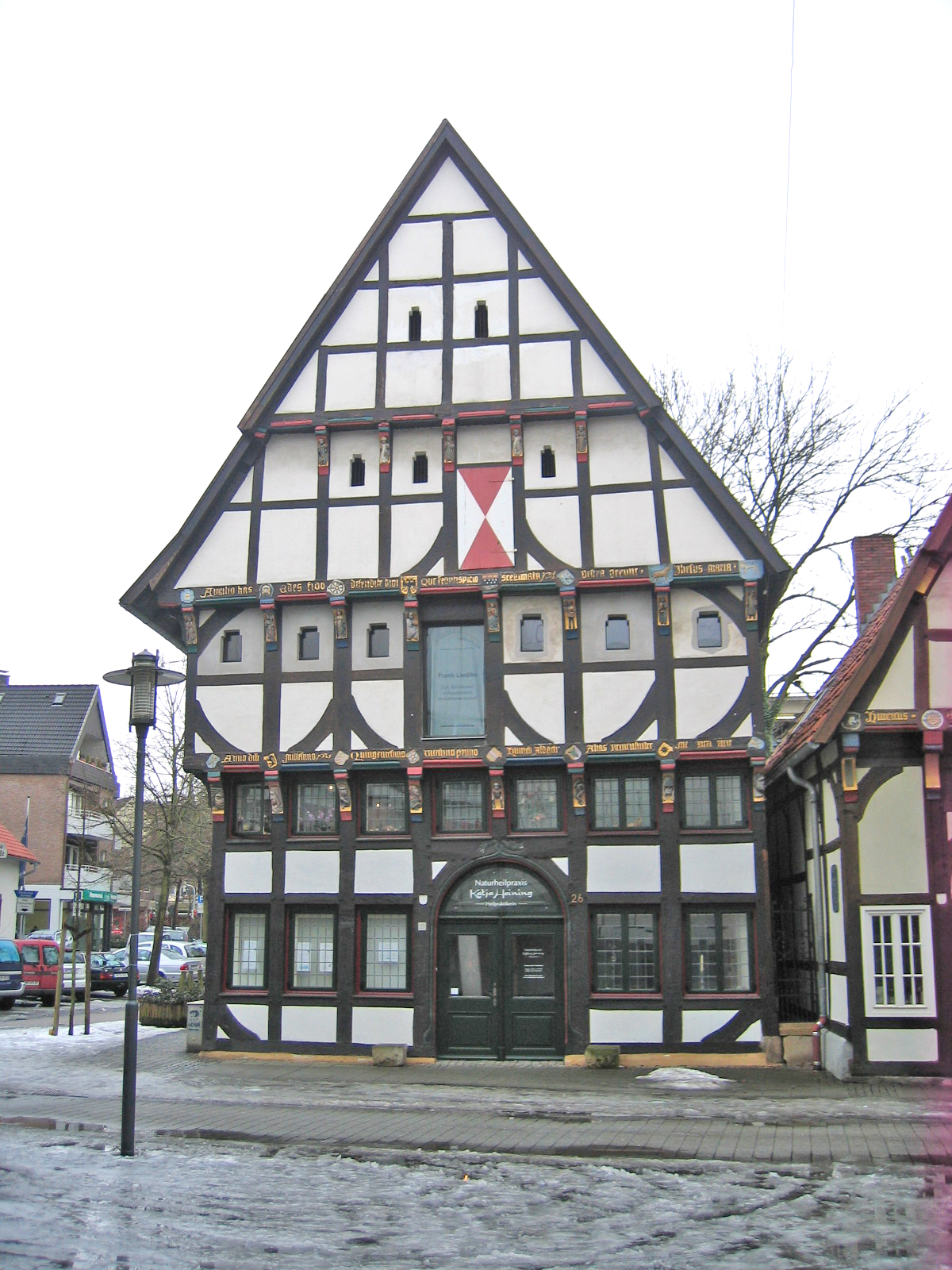
Remensniderhaus (1560) (Herford)
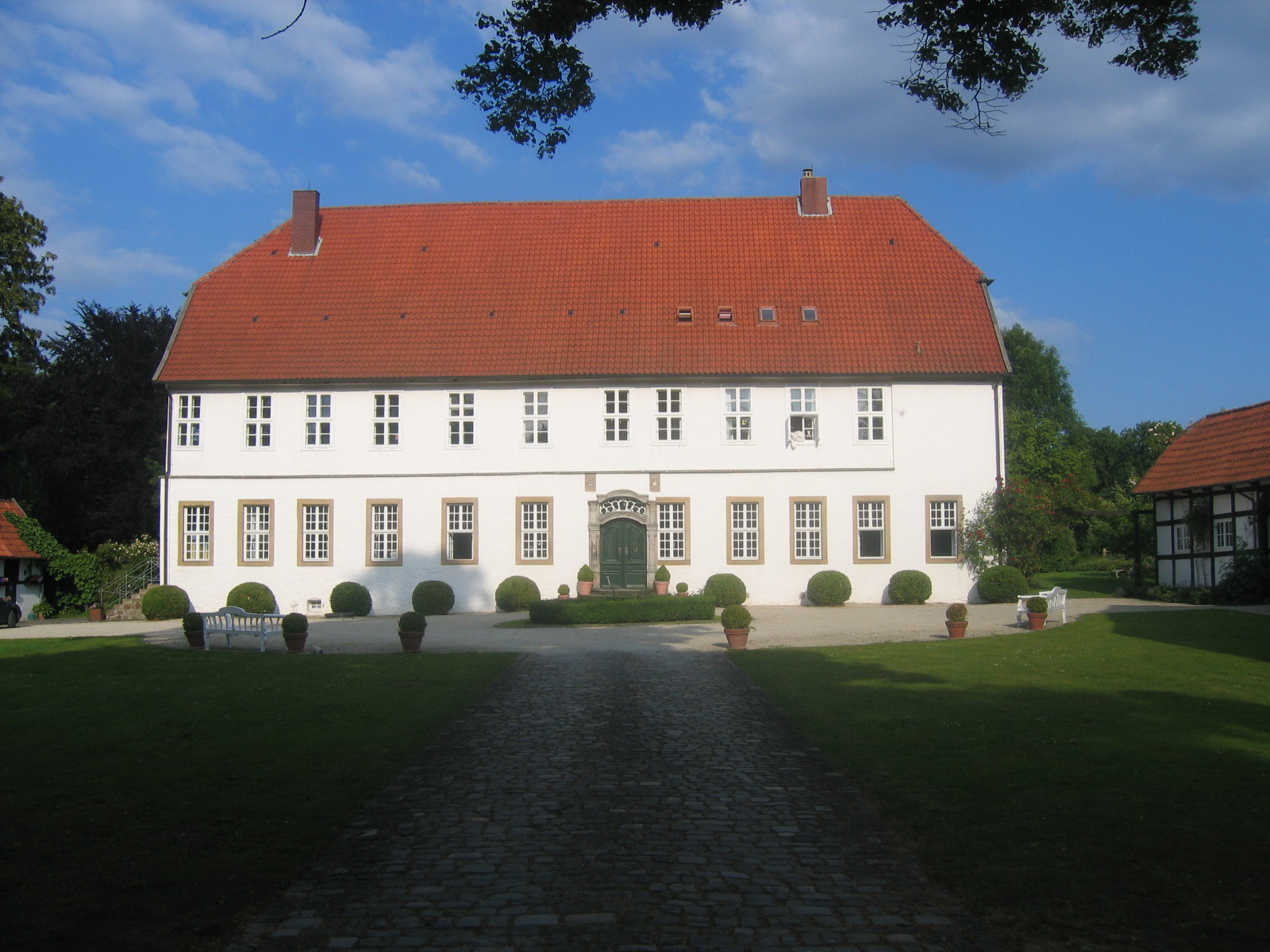
Herrenhaus (Hiddenhausen)
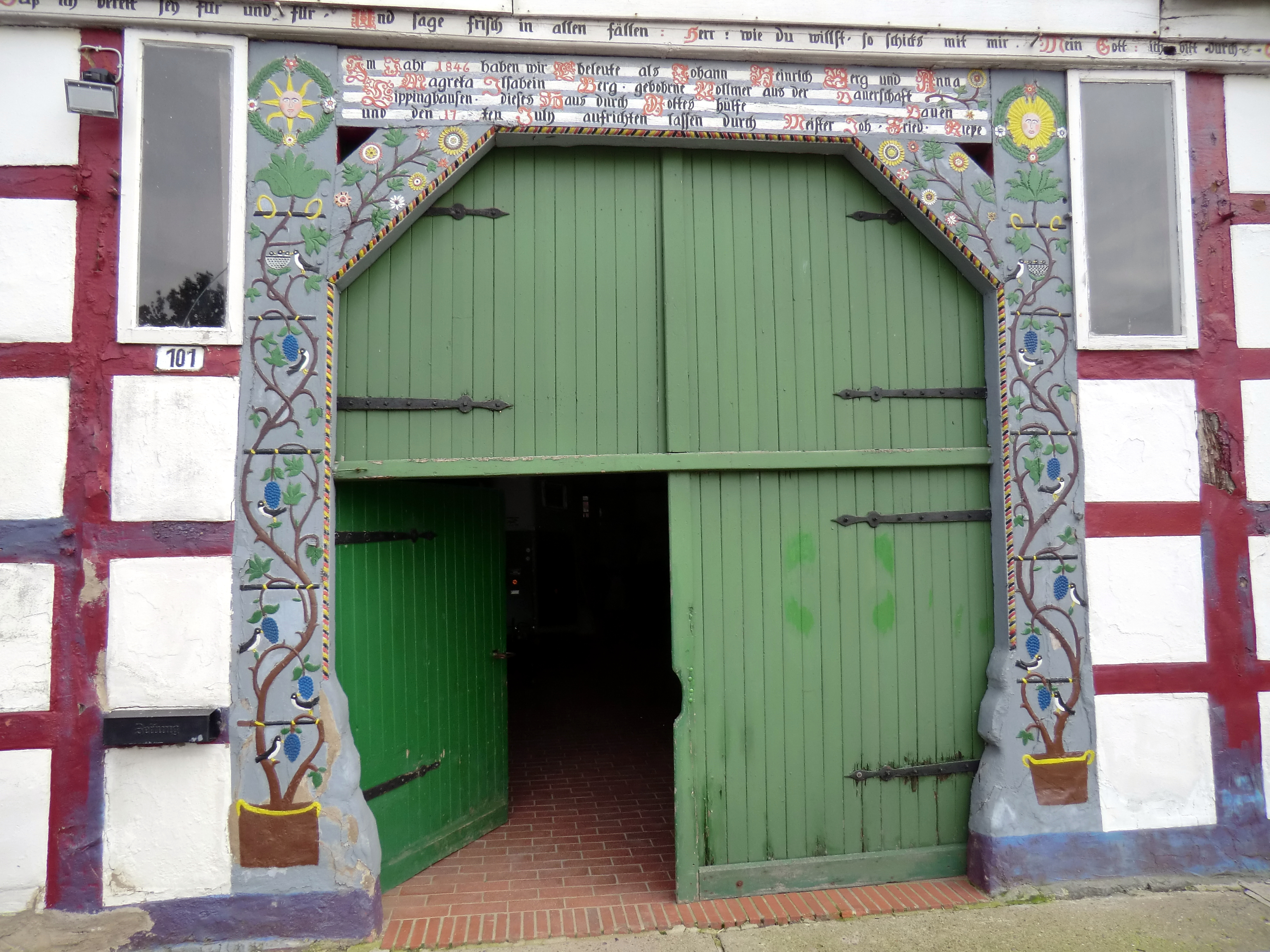
Deelentorfassade Sundem (Hiddenhausen)
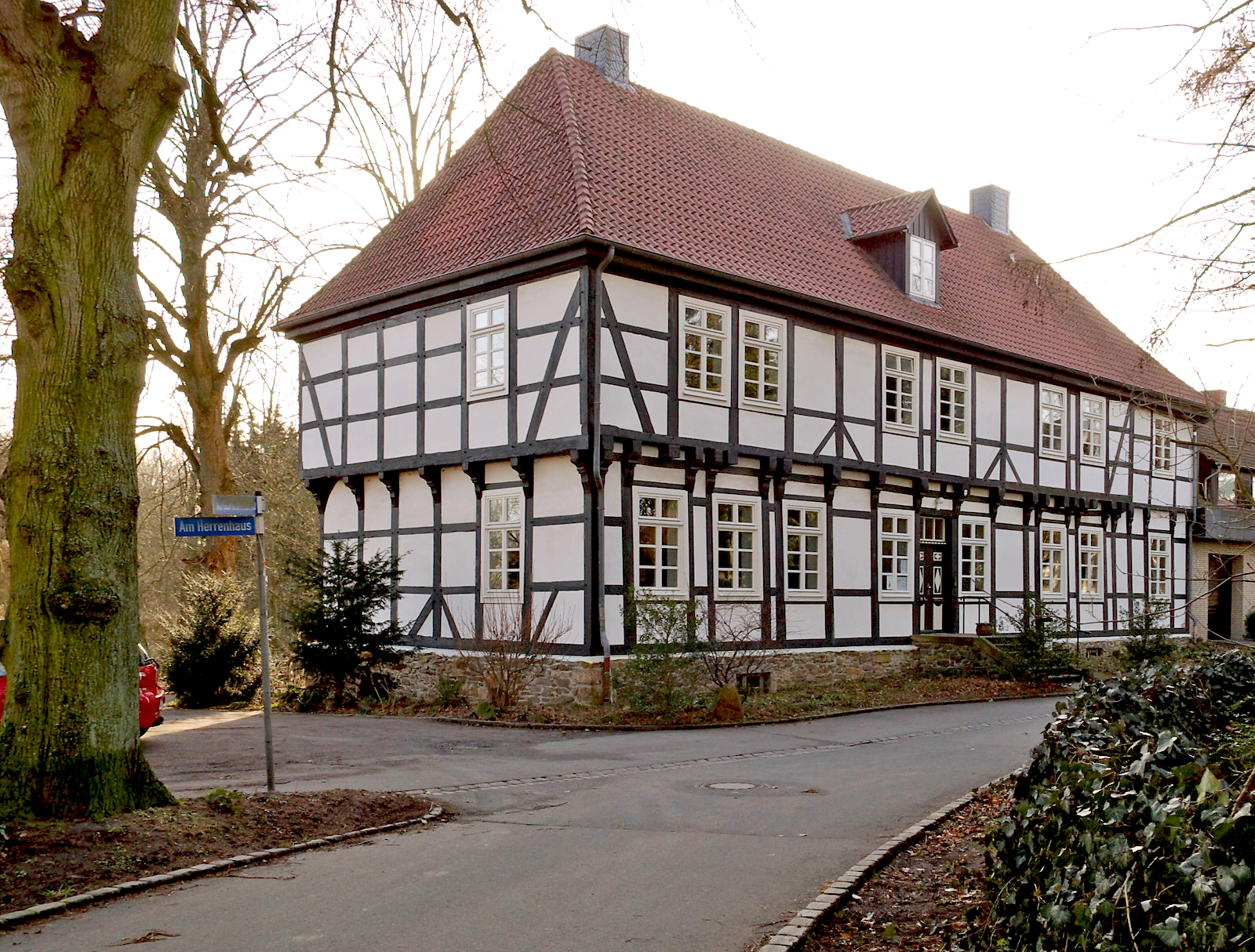
Herrenhaus (Kirchlengern)
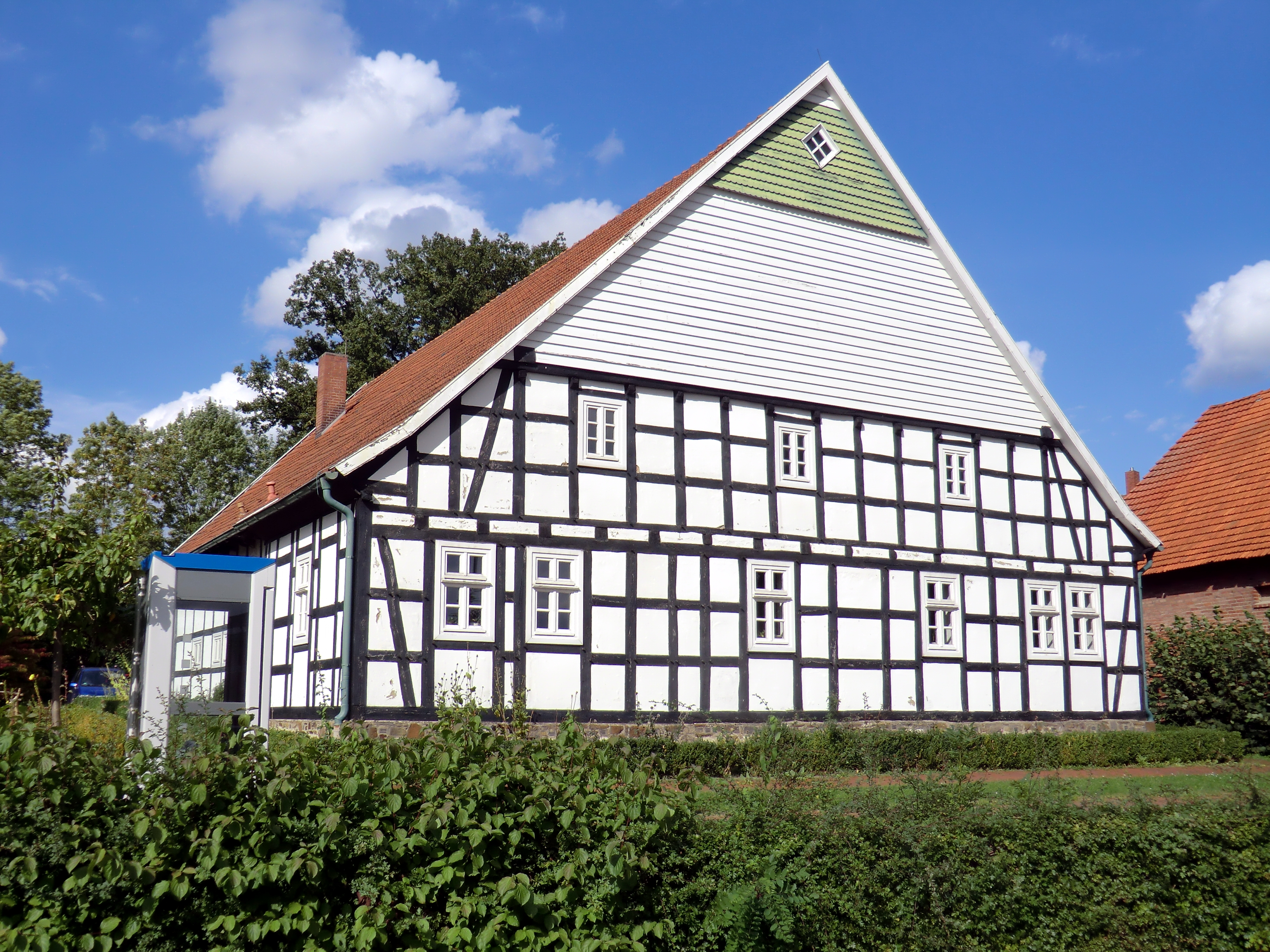
Ostermeiers Hof (Kirchlengern)
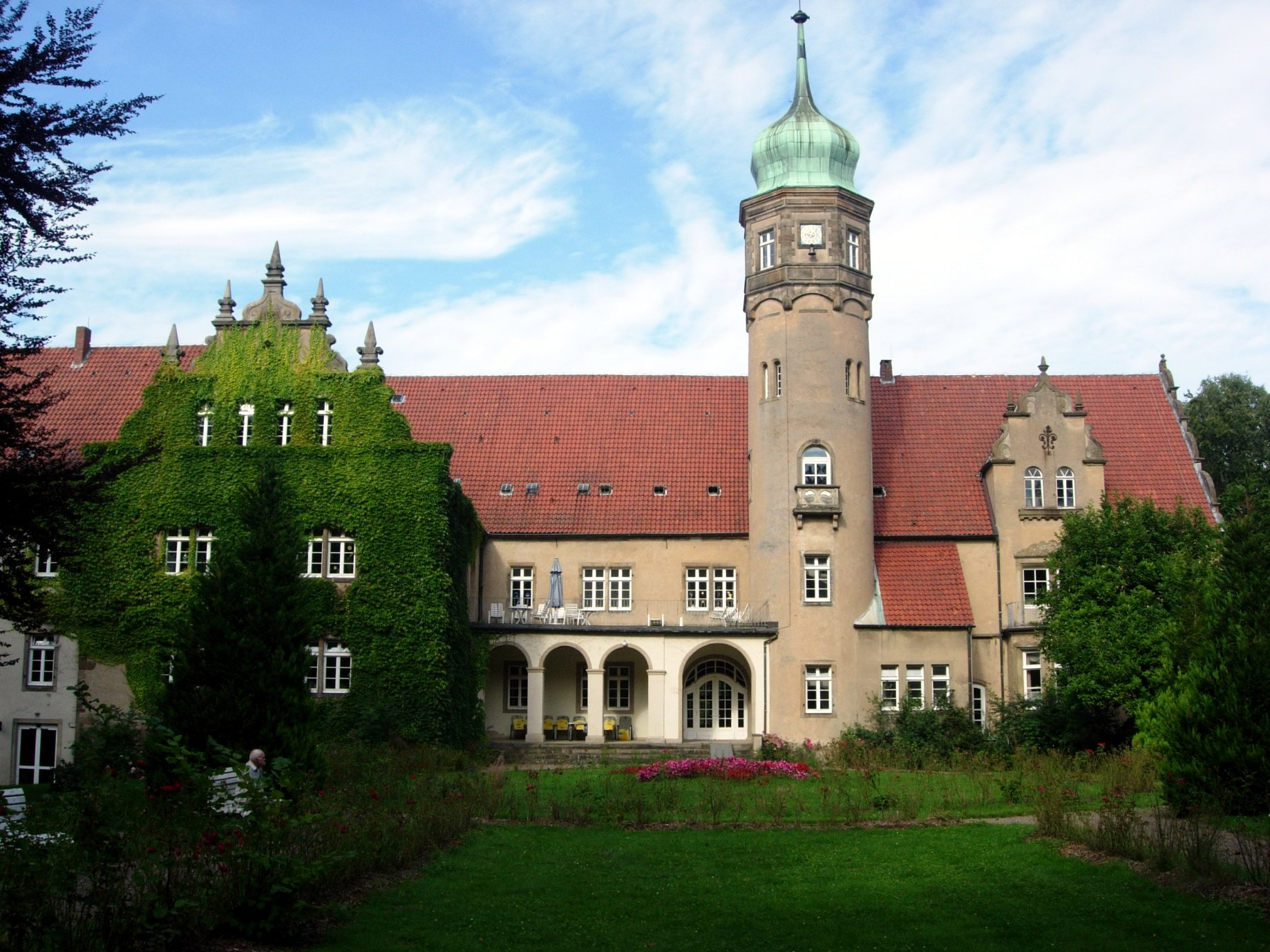
Schloss Ulenburg (Löhne)
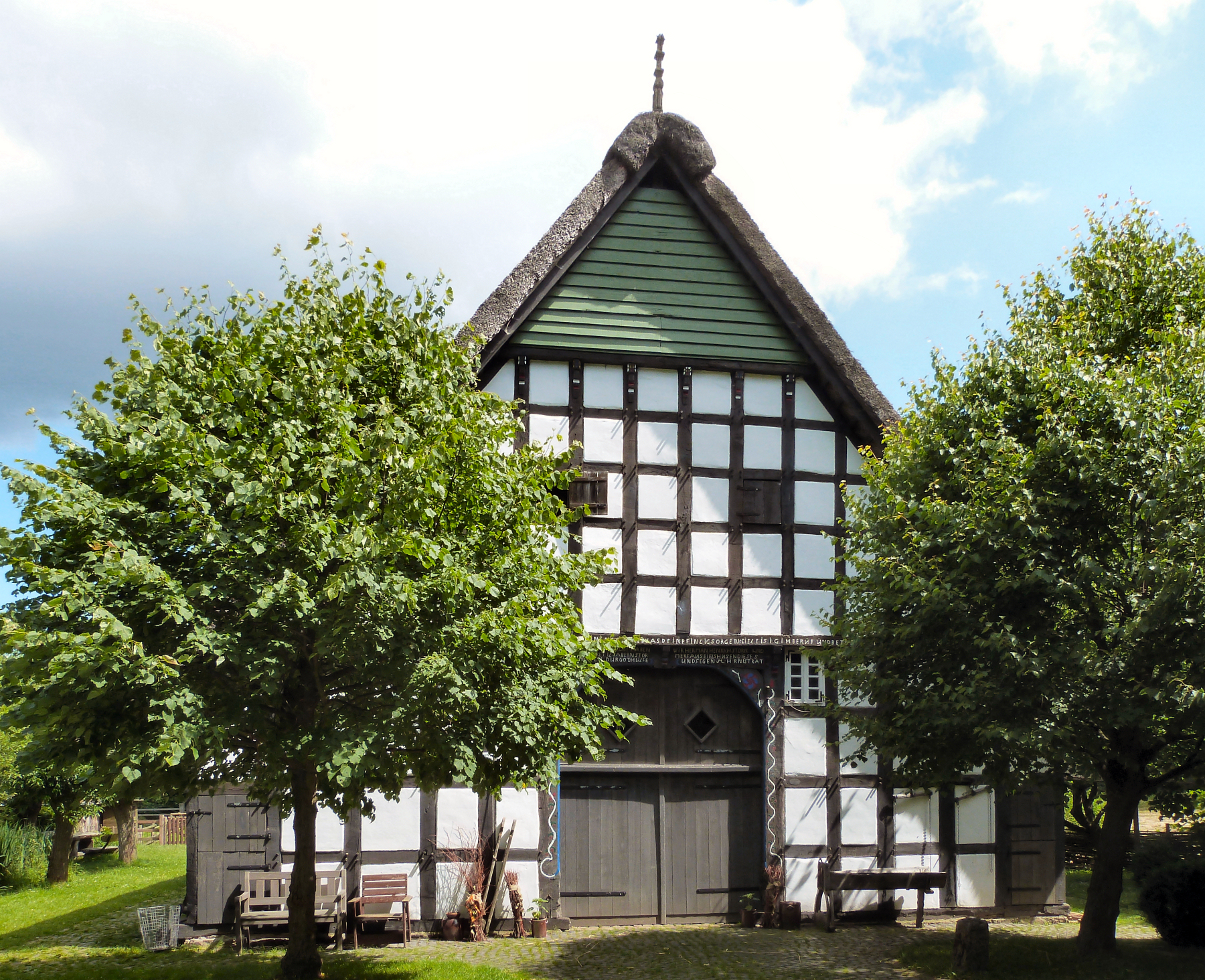
Zweiständerhaus Museum Rürups Mühle (Löhne)
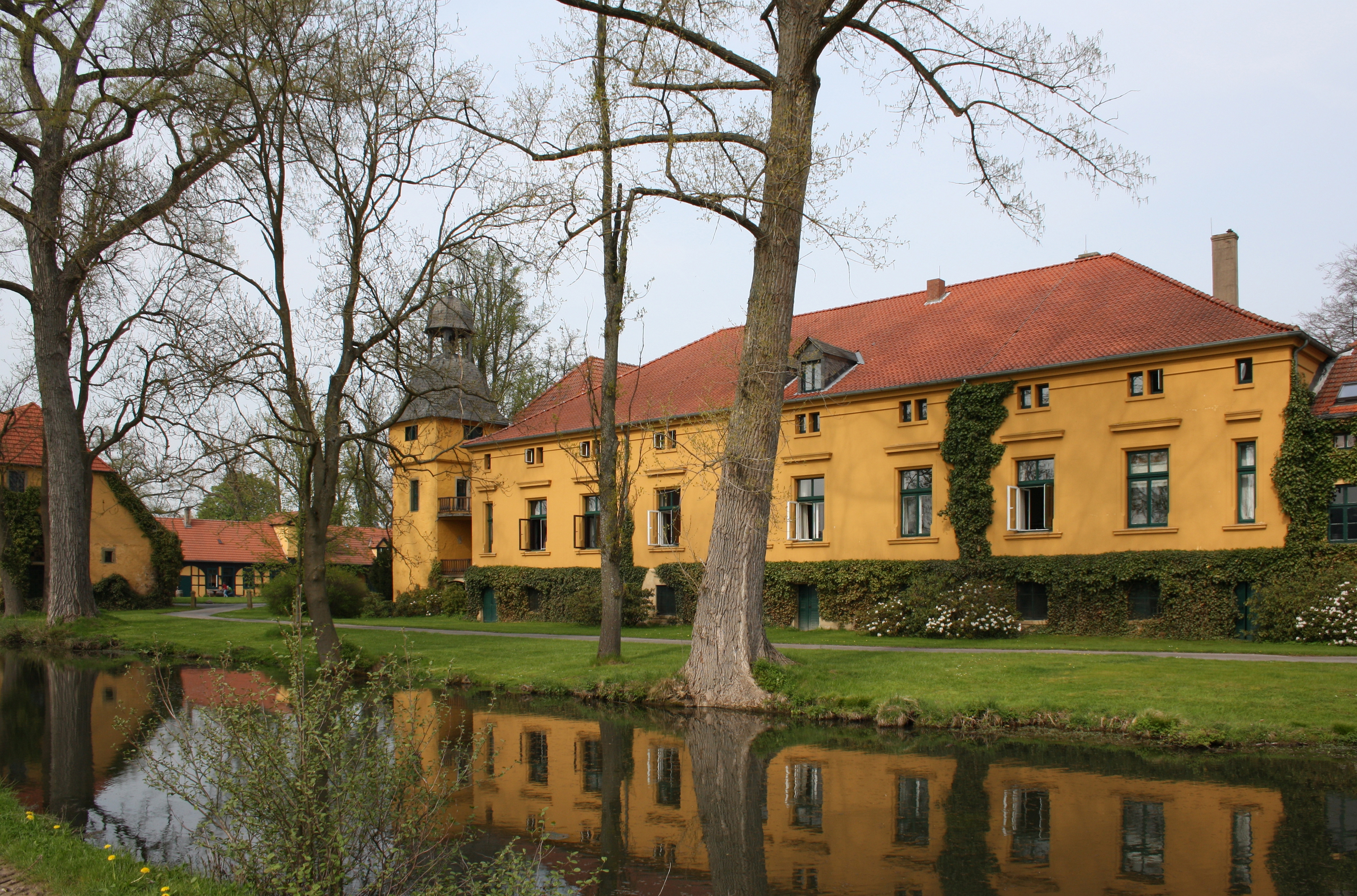
Gut Böckel (Rödinghausen)
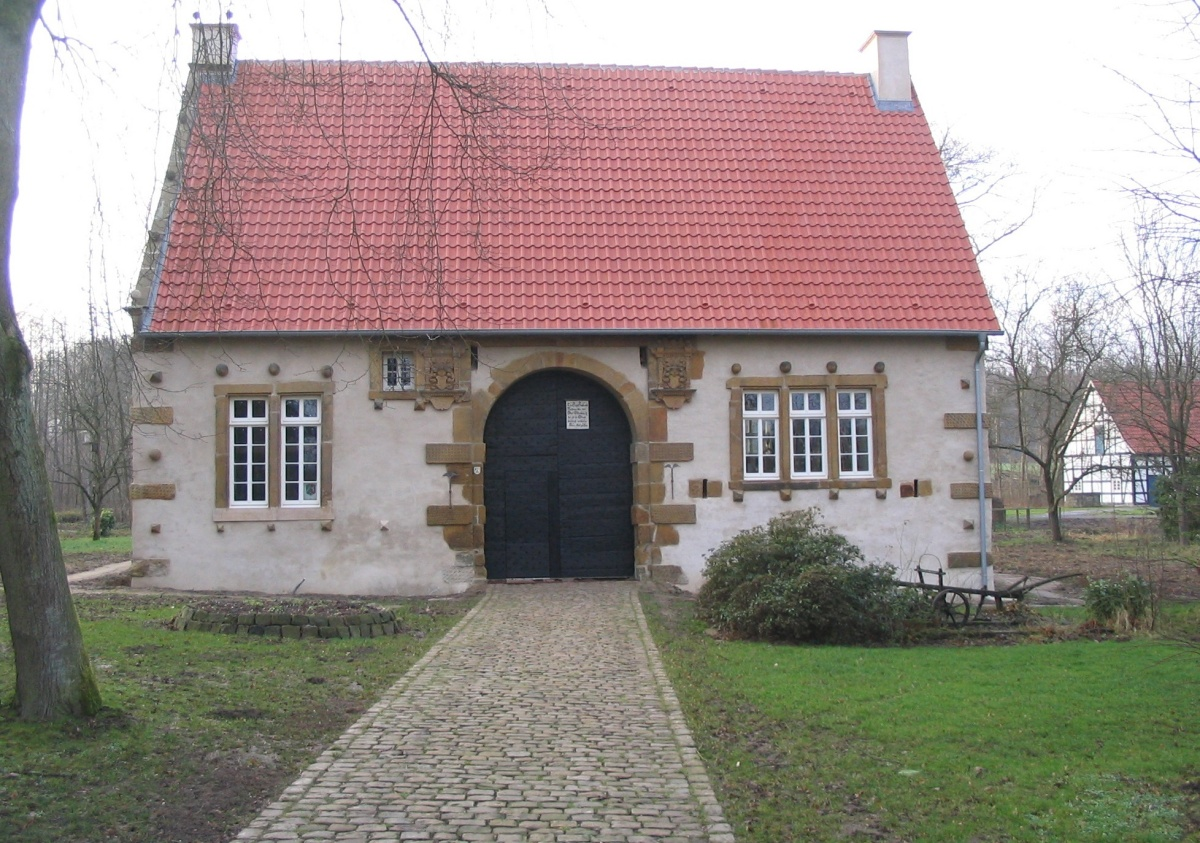
Werburg Torhaus (Spenge)
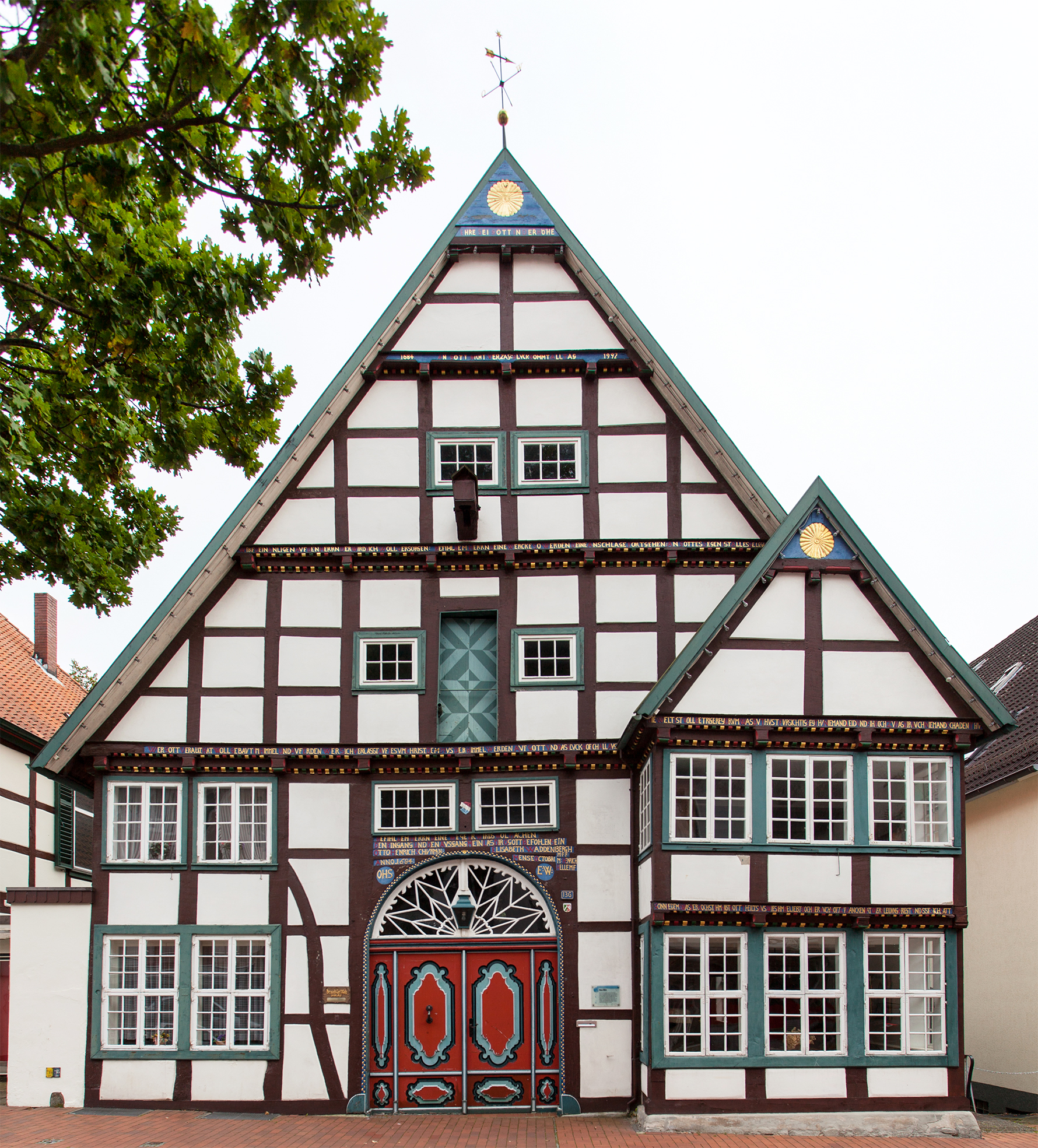
Haus Malz (1684) (Vlotho)